# Distrito de Pfäffikon
El distrito de Pfäffikon es uno de los 12 distritos que conforman el Cantón de Zúrich, en Suiza. Su capital es Pfäffikon.

## Comunas o municipios

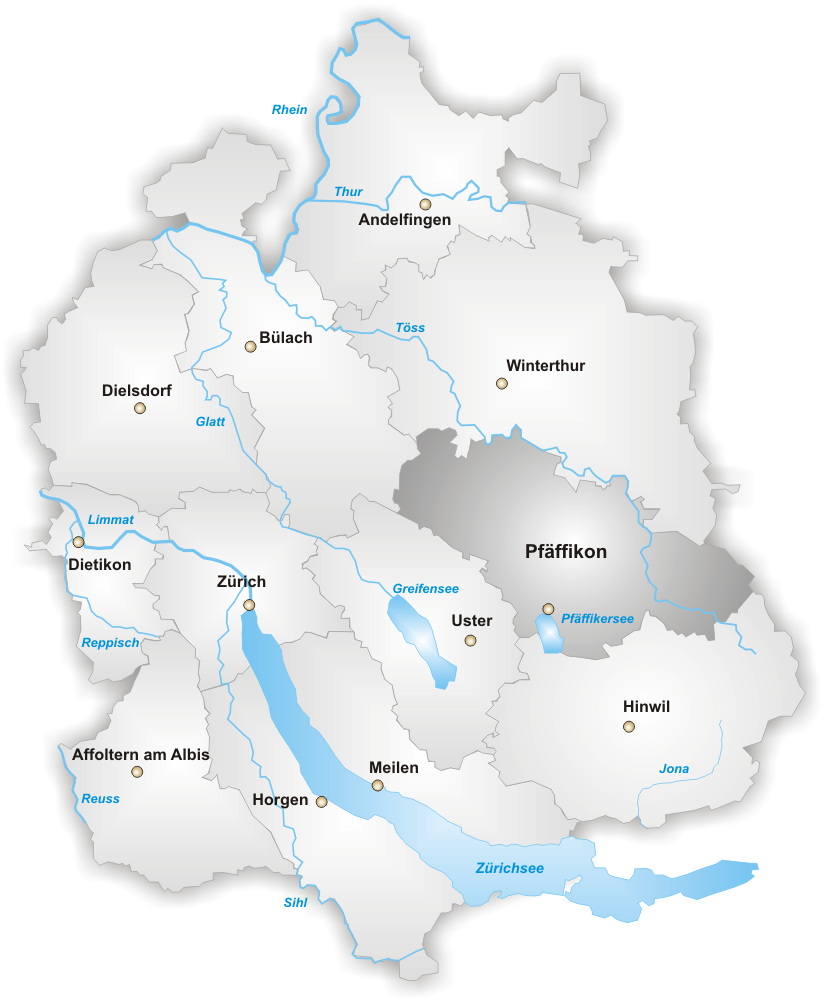
Distrito de Pfäffikon.

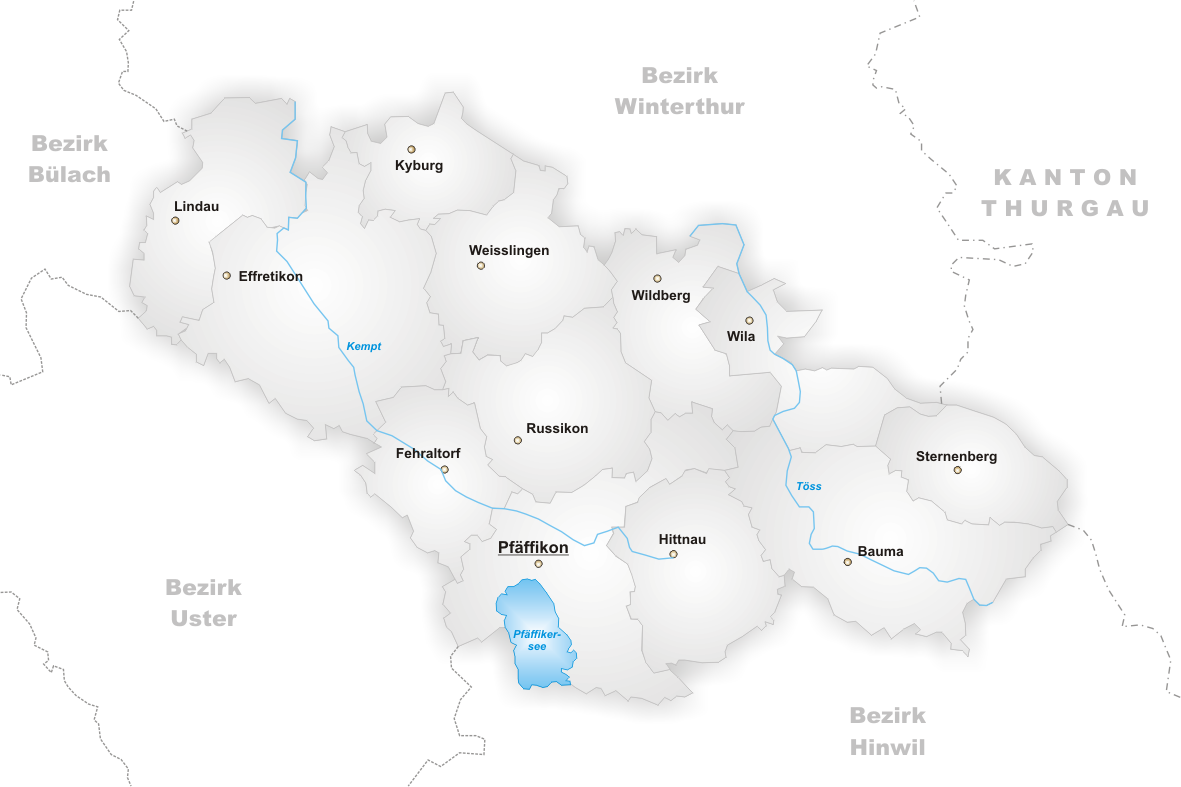
Municipios o comunas de Pfäffikon.

Pfäffikon se subdivide en doce municipios o comunas:
| Comunas           | Población (31 Dec 2005) | Área (km²) |
| ----------------- | ----------------------- | ---------- |
| Bauma             | 4118                    | 20.76      |
| Fehraltorf        | 4952                    | 9.54       |
| Hittnau           | 3182                    | 12.92      |
| Illnau-Effretikon | 15,021                  | 25.28      |
| Kyburg            | 365                     | 7.58       |
| Lindau            | 4598                    | 11.96      |
| Pfäffikon         | 9920                    | 19.54      |
| Russikon          | 3862                    | 14.37      |
| Sternenberg       | 351                     | 8.75       |
| Weisslingen       | 3006                    | 12.81      |
| Wila              | 1844                    | 9.21       |
| Wildberg          | 891                     | 10.83      |
| Total             | 52,110                  | 163.55     |

- Datos: Q660395
- Multimedia: Pfäffikon (district) / Q660395